# Au nom du grand-père
Au nom du grand-père (France) ou Au nom du pepère et du fils (Québec) (In the Name of the Grandfather) est le 14e épisode de la saison 20 de la série télévisée d'animation Les Simpson.

## Synopsis
Après avoir oublié la fête de la maison de retraite, Les Simpson emmènent Abraham en Irlande.

## Note
- Cet épisode fut diffusé la première fois en Irlande le 17 mars 2009, jour de la Saint-Patrick.